# Tsikirity-bokorposzáta
A Tsikirity-bokorposzáta (Nesillas typica) a verébalakúak (Passeriformes) rendjébe, ezen belül a nádiposzátafélék (Acrocephalidae) családjába és a Nesillas nembe tartozó faj. 17-18 centiméter hosszú. A Comore-szigetek és Madagaszkár erdős, bokros, füves területein él. Rovarokkal táplálkozik. Augusztustól februárig költ.

## Alfajai
- N. t. moheliensis (Benson, 1960) – Mohéli (Comore-szigetek);
- N. t. typica (Hartlaub, 1860) – Madagaszkár, kivéve a sziget déli részeit és nyugati szavannáit;
- N. t. obscura (Delacour, 1931) – Madagaszkár nyugati szavannái.

A korábban alfajnak tekintett N. t. longicaudata (E. Newton, 1877) ma külön fajként van elismerve (Nesillas longicaudata).

## Fordítás
- Ez a szócikk részben vagy egészben  a   Malagasy brush warbler című angol Wikipédia-szócikk fordításán alapul.  Az eredeti cikk szerkesztőit annak laptörténete sorolja fel. Ez a jelzés csupán a megfogalmazás eredetét és a szerzői jogokat jelzi, nem szolgál a cikkben szereplő információk forrásmegjelöléseként.